# 杰姬·佩雷拉
杰姬·佩雷拉（英語：Jackie Pereira，1964年10月29日—），澳大利亚女子曲棍球运动员。她曾代表澳大利亚国家队参加1988年、1992年和1996年夏季奥林匹克运动会曲棍球比赛，获得二枚金牌。